# Léo Delibes
Clément Philibert Léo Delibes (Saint-Germain-du-Val, hoy un barrio de La Flèche, en el departamento de Sarthe; 21 de febrero de 1836 - París, 16 de enero de 1891) fue un compositor romántico francés, recordado por sus ballets Sylvia y Coppélia y, más recientemente, por su ópera Lakmé.

## Biografía
Era hijo de un cartero profesional -muerto prematuramente. Su madre fue una talentosa aficionada a la música y su abuelo materno era cantante de ópera. Después de la temprana muerte de su padre, fue criado sobre todo por su madre y su tío. En 1871, a los 35 años, se casó con Leontine Estelle Denainekin. Delibes murió 20 años más tarde en 1891, y fue enterrado en el Cementerio de Montmartre, París. Su sobrino Frédéric fue el abuelo paterno del escritor español Miguel Delibes.

## Carrera

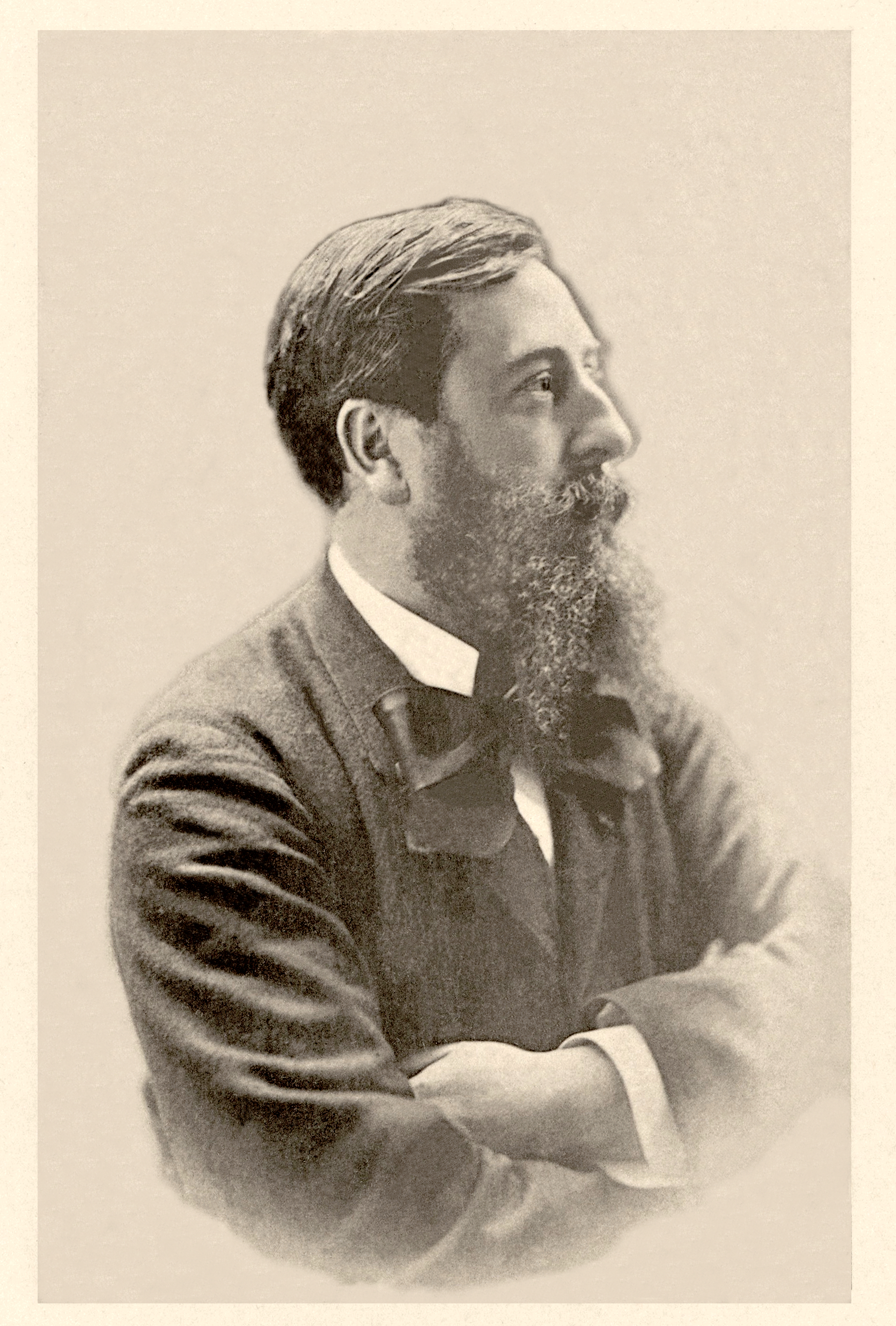
Léo Delibes.

Delibes comenzó sus estudios de  composición en el Conservatorio de París en 1847, donde obtuvo un primer premio de solfeo en 1850. Fue alumno de Adolphe Adam. Un año más tarde, también tomó clases de canto, aunque terminó siendo mejor organista que cantante. Ascendió posiciones como pianista acompañante y director de coro en el Théâtre Lyrique, segundo director de coro en la Ópera de París (1864), y organista en el Saint-Pierre-de-Chaillot entre 1865 y 1871. La primera de sus varias operetas fue Deux le sous charbon, compuesta en 1856 para el Folies-Nouvelles. 
Delibes alcanzó verdadera fama en 1870 con el éxito de su ballet Coppélia. Se estrenó en la Ópera de París. Se basa en una historia del escritor alemán Ernst Theodor Amadeus Hoffmann. Cuenta el destino del viejo Dr Coppelius y de su muñeca Coppélia, que cobra vida. A menudo se interpreta como suite de concierto. 
Entre sus otros ballets están Sylvia, escrito con Léon Minkus y publicado en 1876; su acción se desarrolla en Grecia. Destaca el "Pizzicato" de este ballet, uno de los mayores éxitos de Delibes. Gran amante de la danza, Tchaikovski admiró ambos ballets.
Delibes también compuso varias óperas, la última de las cuales, la exuberante y orientalizante Lakmé, fue estrenada en la Opéra-Comique en 1883. Narra el amor imposible de un oficial británico y la hija de un sacerdote de Brahma, en la India del siglo XIX. Contiene, entre muchos números deslumbrantes, el famoso número de lucimiento para soprano de coloratura conocido como la Scène et légende de la fille du paria, llamada Air des clochettes (Aria de las campanillas): "Où va la jeune Indoue?". El dúo Sous le dôme épais , llamado Dueto de las flores, es igualmente famoso; se trata de una barcarola que los anuncios comerciales de British Airways hicieron familiar al público general.
En su época, sus óperas impresionaron lo suficiente a Chaikovski como para que considerase a Delibes "mucho mejor que Brahms", lo cual no es muy elogioso, habida cuenta de que el compositor ruso consideraba a Brahms "un bastardo sin talento."
En 1867 Delibes compuso el Divertissement Le Jardin Animé para la recuperación del ballet Le Corsaire de Joseph Mazilier y Adolphe Adam; escribió una misa, una cantata sobre el tema de los argelinos; y compuso operetas y música ocasional para el teatro, tal como danzas y aires antiguos para Le roi s'amuse (El rey se divierte) de Victor Hugo (1882), la obra teatral que Verdi convirtió en Rigoletto. 
Algunos musicólogos creen que el ballet Fausto de Charles Gounod fue realmente compuesto por él. También son muy famosas sus canciones Bonjour, Suzon! y Les Filles du Cadix (Las mujeres de Cádiz).
En 1884, Delibes fue elegido para la Academia.
Delibes es recordado como un maestro de la tradición musical francesa, ligera y melodiosa, como él mismo proclama: «Por mi parte, reconozco que  Wagner me hace sentir emociones muy vivas, me provoca entusiasmo. Pero, si como oyente, siento por el maestro alemán una profunda admiración, rechazo, como productor, imitarlo.»
Murió dejando inacabada una ópera, Kassya, que fue orquestada por Jules Massenet, lo que permitió estrenarla en 1893.

## Influencia
La obra de Delibes destaca por haber sido una gran influencia para compositores tales como Chaikovski, Saint-Saëns y Debussy. 
| Fragmento de la partitura de Delibes: Los primeros compases del Pizzicato de Sylvia | Divertimento - Pizzicato (escuchar) |

## Obras
- Ballets:

La Source (1866)
Coppélia (1870)
Sylvia ou la Nymphe de Diane (1876)
- Óperas:

Le boeuf Apis (1865)
La cour du roi Pétaud (1869)
Le roi l’a dit (1873)
Jean de Nivelle (1880)
Lakmé (1883)
Kassya (1893, op. póstuma)
- Operetas:

Compuso media docena de operetas con títulos como Deux sous de charbon (Dos centavos de carbón), La muchacha escocesa de Chatou y L'Omelette à la Follembuche (1859)
- También compuso obras vocales de envergadura, entre las que se encuentran una cantata y una misa. También cultivó la canción.

## Discografía
- Les Trois Ballets - Coppelia, Sylvia & La Source por la Orquesta Filarmónica Nacional dirigida por Richard Bonynge.
- Coppélia, dirigida por Karajan y la Orquesta Filarmónica de Berlín para Deutsche Grammophon; y por Fricke, con la Orquesta Sinfónica de la Radio de Berlín, para Capriccio.
- Lakmé, dirigida por J. Gressier, con M. Robin, Ch. Richard, P. Savignol, A. Disney, C. Maurante. Orquesta y coro de la Radio Lyrique de la RTF (1955). Rodolphe. Grabación histórica.
- Lakmé, dirigida por R. Bonynge, con Joan Sutherland, A. Vanzo, G. Bacquier, J. Barbié, C. Calès. Orquesta y Coro Nacional de la Ópera de Montecarlo (1967). Decca.
- El Aria de las campanas se encuentra grabado en álbumes y conciertos de numerosas sopranos, pudiendo citarse las grabaciones de Maria Callas en un recital para CFP, y de Joan Sutherland para Decca.
- Le Roi s'amuse (comedia francesa). Suite de 6 danzas. Dirigida por T. Beecham con la Orquesta Filarmónica Real para EMI.

## Referencias

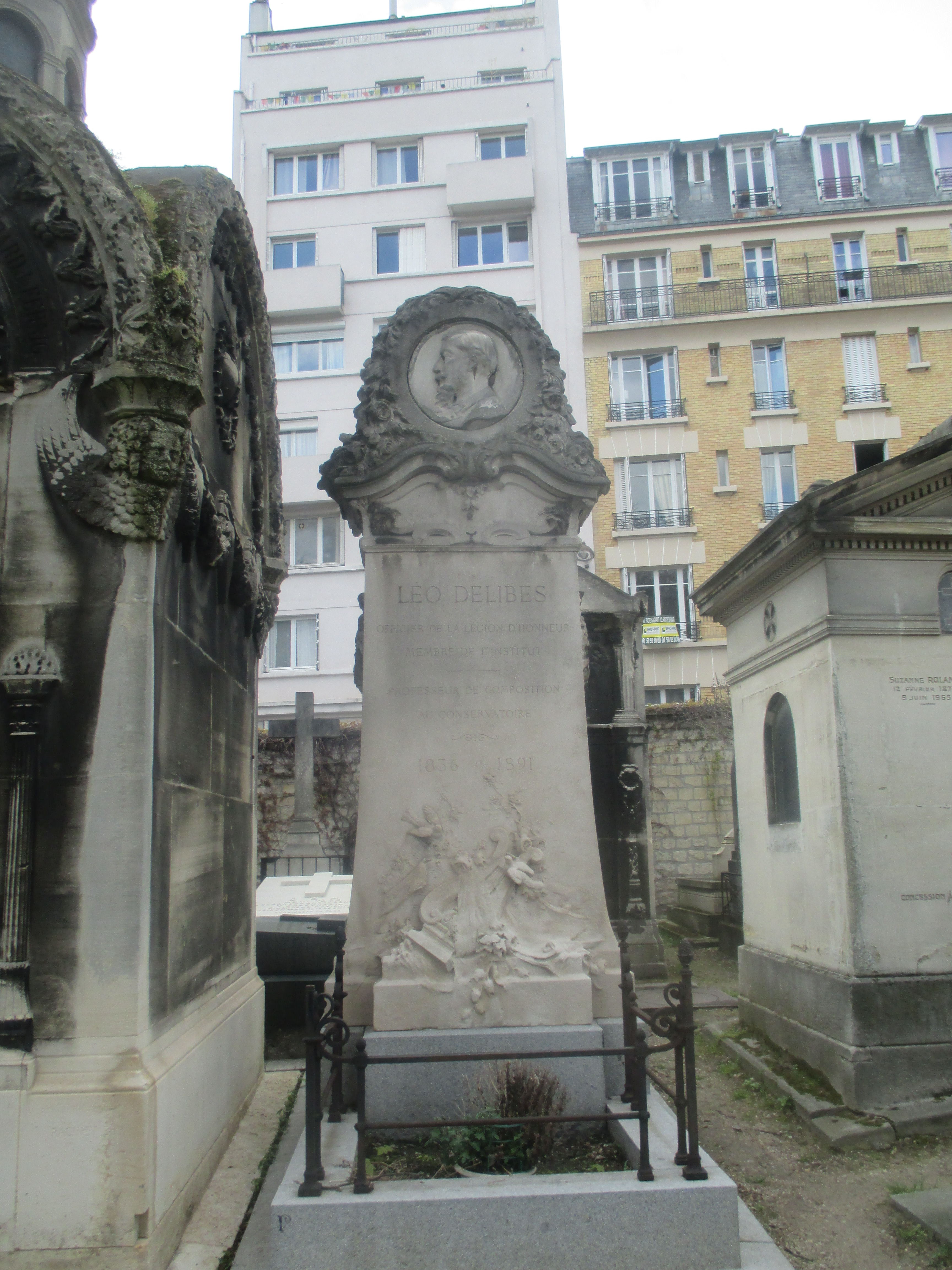
Sepultura en París.